# Luke Le Roux
Luke Gareth Le Roux (Pretoria, 10 marzo 2000) è un calciatore sudafricano, centrocampista dell'IFK Värnamo.

## Caratteristiche tecniche
È un centrocampista difensivo.

## Carriera

### Club
Cresciuto nel settore giovanile del SuperSport Utd, nel 2017 viene prestato allo Stellenbosch con cui gioca cinque incontri nella seconda divisione del paese.
Nel 2020 si trasferisce in Europa firmando a febbraio un quadriennale con gli svedesi del Varberg, formazione in cui militavano già i connazionali Keanin Ayer e Tashreeq Matthews. Le Roux debutta ufficialmente in prima squadra il 24 febbraio in occasione dell'incontro di Svenska Cupen perso 5-1 contro l'Hammarby. Al suo primo campionato di Allsvenskan, il centrocampista colleziona 21 presenze di cui 18 da titolare.

### Nazionale
Ha giocato nelle nazionali giovanili sudafricane Under-17 ed Under-20; con quest'ultima nazionale ha anche partecipato alla Coppa delle nazioni africane Under-20 2019.
Nel 2022 ha esordito in nazionale maggiore.

## Statistiche
Statistiche aggiornate all'8 maggio 2021.

### Presenze e reti nei club
| Stagione        | Squadra         | Campionato      | Campionato | Campionato | Coppe nazionali | Coppe nazionali | Coppe nazionali | Coppe continentali | Coppe continentali | Coppe continentali | Altre coppe | Altre coppe | Altre coppe | Totale | Totale | Totale |
| Stagione        | Squadra         | Comp            | Pres       | Reti       | Comp            | Pres            | Reti            | Comp               | Pres               | Reti               | Comp        | Pres        | Reti        | Pres   | Reti   |        |
| --------------- | --------------- | --------------- | ---------- | ---------- | --------------- | --------------- | --------------- | ------------------ | ------------------ | ------------------ | ----------- | ----------- | ----------- | ------ | ------ | ------ |
| 2017-2018       | Landskrona BoIS | 1D              | 5          | 0          | CS              | 1               | 0               |                    | -                  | -                  |             | -           | -           | 6      | 0      |        |
| 2020            | Varberg         | A               | 21         | 0          | CS+CS           | 2+1             | 0               |                    | -                  | -                  |             | -           | -           | 24     | 0      |        |
| 2021            | Varberg         | A               | 4          | 0          | CS              | 0               | 0               |                    | -                  | -                  |             | -           | -           | 4      | 0      |        |
| Totale carriera | Totale carriera | Totale carriera | 30         | 0          |                 | 4               | 0               |                    | -                  | -                  |             | -           | -           | 34     | 0      |        |

### Cronologia presenze e reti in nazionale
| Cronologia completa delle presenze e delle reti in nazionale ― Sudafrica | Cronologia completa delle presenze e delle reti in nazionale ― Sudafrica | Cronologia completa delle presenze e delle reti in nazionale ― Sudafrica | Cronologia completa delle presenze e delle reti in nazionale ― Sudafrica | Cronologia completa delle presenze e delle reti in nazionale ― Sudafrica | Cronologia completa delle presenze e delle reti in nazionale ― Sudafrica | Cronologia completa delle presenze e delle reti in nazionale ― Sudafrica | Cronologia completa delle presenze e delle reti in nazionale ― Sudafrica |
| Data                                                                     | Città                                                                    | In casa                                                                  | Risultato                                                                | Ospiti                                                                   | Competizione                                                             | Reti                                                                     | Note                                                                     |
| ------------------------------------------------------------------------ | ------------------------------------------------------------------------ | ------------------------------------------------------------------------ | ------------------------------------------------------------------------ | ------------------------------------------------------------------------ | ------------------------------------------------------------------------ | ------------------------------------------------------------------------ | ------------------------------------------------------------------------ |
| 24-9-2022                                                                | Johannesburg                                                             | Sudafrica                                                                | 4 – 0                                                                    | Sierra Leone                                                             | Amichevole                                                               | -                                                                        | 57’                                                                      |
| 27-9-2022                                                                | Johannesburg                                                             | Sudafrica                                                                | 1 – 0                                                                    | Botswana                                                                 | Amichevole                                                               | -                                                                        | 64’                                                                      |
| 17-11-2022                                                               | Durban                                                                   | Sudafrica                                                                | 2 – 1                                                                    | Mozambico                                                                | Amichevole                                                               | -                                                                        | 80’                                                                      |
| 20-11-2022                                                               | Durban                                                                   | Sudafrica                                                                | 1 – 1                                                                    | Angola                                                                   | Amichevole                                                               | -                                                                        |                                                                          |
| 24-3-2023                                                                | Soweto                                                                   | Sudafrica                                                                | 2 – 2                                                                    | Liberia                                                                  | Qual. Coppa d'Africa 2023                                                | -                                                                        |                                                                          |
| 11-10-2024                                                               | Port Elizabeth                                                           | Sudafrica                                                                | 5 – 0                                                                    | Rep. del Congo                                                           | Qual. Coppa d'Africa 2025                                                | -                                                                        | 67’                                                                      |
| 15-11-2024                                                               | Kampala                                                                  | Uganda                                                                   | 0 – 2                                                                    | Sudafrica                                                                | Qual. Coppa d'Africa 2025                                                | -                                                                        | 71’                                                                      |
| Totale                                                                   |                                                                          | Presenze                                                                 | 7                                                                        |                                                                          | Reti                                                                     | 0                                                                        |                                                                          |